# 18-та артилерійська дивізія (Третій Рейх)
18-та артилерійська дивізія (Третій Рейх) (нім. 18. Artillerie-Division) — єдина у складі Вермахту артилерійська дивізія за часів Другої світової війни.

## Історія
18-та артилерійська дивізія була сформована 20 жовтня 1943 на базі розгромленої 18-ї танкової дивізії Вермахту.

## Райони бойових дій та дислокації дивізії
- Східний фронт (південний напрямок) (жовтень 1943 — липень 1944).

## Командування

### Командири
- генерал-майор Карл Тохольте (нім. Karl Thoholte) (20 жовтня 1943 — 28 лютого 1944);
- генерал-майор Герхард Мюллер (нім. Gerhard Müller) (28 лютого — квітень 1944);
- генерал-лейтенант Карл Тохольте (квітень — 27 липня 1944)[1].

## Нагороджені дивізії
Нагороджені дивізії
|  | Кавалери Золотого Німецького Хреста | 8 |

## Бойовий склад 18-ї артилерійської дивізії
- штаб дивізії:
- 88-й самохідний артилерійський полк (Artillerie Regiment 88 (mot.);
- 288-й самохідний артилерійський полк (Artillerie Regiment 288 (mot.);
- 782-й штаб артилерійського полку (Artillerie-Regiment-Stab 782);
- 88-й навчальний артилерійський дивізіон (Artillerie-Feldersatz-Abteilung 88);
- 88-й моторизований батальйон зв'язку  (Nachrichten-Abteilung 88 (mot.);
- 88-й дивізійне моторизоване командування логістики (Kommandeur der Divisions-Nachschubtruppen 88 (mot.);
- 88-ма пожежна батарея (Feuerleit-Batterie 88).

- штаб дивізії:
- 88-й самохідний артилерійський полк;
- 288-й самохідний артилерійський полк;
- 388-й самохідний артилерійський полк (Artillerie Regiment 388 (mot.);
- 394-та бригада штурмових гармат (Sturmgeschütz-Brigade 394);
- 741-ша батарея штурмових гармат (Sturmgeschütz-Batterie 741);
- 280-й загін зенітної артилерії (Heeres-Flakartillerie-Abteilung 280);
- 4-й загін оптичної розвідки (Beobachtungs-Abteilung 4);
- 18-й польовий батальйон артилерії (Artillerie-Kampf-Bataillon 18);
- 88-й навчальний артилерійський дивізіон;
- 88-й моторизований батальйон зв'язку;
- 88-й командування логістики (Nachschubtruppen 88);
- 18-та пожежна батарея (Feuerleit-Batterie 18);
- 88-й транспортно-парковий взвод (Kraftfahr-Parktruppe 88);
- 25-й взвод польової кухні (Verpflegungs-Truppe 25);
- 88-й санітарний взвод (Sanitäts-Truppe 88);
- 88-ма моторизована польова пошта (Feldpostamt 88 (mot.).